# Azlor
Azlor – gmina w Hiszpanii, w prowincji Huesca, w Aragonii, o powierzchni 15,89 km². W 2011 roku gmina liczyła 133 mieszkańców.